# Ernst Swoboda
Ernst Swoboda (* 18. Juni 1879 in Tachau; † 24. April 1950 in Wien) war ein österreichischer Jurist und Hochschullehrer.

## Leben
Ernst Swoboda war der Sohn des Reichsratsabgeordneten und Bürgermeisters von Tachau Heinrich Swoboda (1837–1910). Er beendete seine Schullaufbahn an einem Gymnasium in Mies mit dem Abitur. Er absolvierte ab 1898 ein Studium der Rechtswissenschaft an der deutschen Karl-Ferdinands-Universität, der Universität Innsbruck und der Universität Graz, dass er 1902 abschloss. Während seines Studiums wurde er 1897 Mitglied der Burschenschaft Cheruskia Graz und der Burschenschaft Albia Prag (heute Münchener Burschenschaft Sudetia). Nachdem er 1910 die Befähigung zur Ausübung des Richteramts erlangt hatte, wurde er Bezirksrichter. Er promovierte 1912 in Graz zum Dr. jur. In Graz, wo er sich 1919 für bürgerliches Recht habilitierte, war er zunächst als Privatdozent und später als außerordentlicher Professor tätig. Des Weiteren war er Oberlandesgerichtsrat.
In Prag erhielt er 1933 den Lehrstuhl für bürgerliches Recht an der Karl-Ferdinands-Universität. Der deutschnational eingestellte Swoboda trat 1935 in die SdP ein. Er gehörte auf dem Höhepunkt der Sudetenkrise im September 1938 dem politischen Stab des Kommandeurs des Sudetendeutschen Freikorps Konrad Henlein an. Nach dem Münchner Abkommen saß er ab Oktober 1938 der Arbeitsgemeinschaft für die Rechtsangleichung der sudetendeutschen Gebiete vor. Am 1. Januar 1939 beantragte er die Aufnahme in die NSDAP und wurde rückwirkend zum 1. November 1938 aufgenommen (Mitgliedsnummer 6.797.155). Er war zudem Mitglied der SA, wo er 1939 zum Sturmbannführer aufstieg. Im Jahr darauf wurde er beim NS-Rechtswahrerbund Gaugruppenwalter.
Anfang September 1939 übernahm er die ordentliche Professur für Zivilgerichtliche Verfahren und bürgerliches Recht an der Universität Wien und stand dort dem Institut für Rechtsvereinheitlichung vor. Von 1941 bis 1943 war er zunächst stellvertretender Dekan der rechtswissenschaftlichen Fakultät  und danach bis 1944 Dekan. Nach dem Ende des Zweiten Weltkrieges wurde er noch 1945 aus dem Hochschuldienst entlassen. Swoboda Arbeits- und Forschungsschwerpunkt war insbesondere auf Naturrecht  basierend die Neugestaltung des Bürgerlichen Rechts. In diesem Zusammenhang beschäftigte er sich eingehend mit Vita und Werk des Juristen Franz von Zeiller.